# Berit Winderen
Berit Winderen (Aker, 10 februari 1878 - 23 september 1964) was een Noors pianiste.

## Achtergrond
Ze werd geboren binnen het gezin van Jens Petter Winderen (1845-1916) en Anna Marie Schagerberg (1851-1932), die een boerenbedrijf voerden op boerderij Vinderen in Aker. Ze was daarmee kleindochter van politicus Rasmus Winderen (1802-1854). Haar jongere zuster Signe Winderen werd zangeres en vrouw van Albert Westvang. Haar nog jongere zustere Ingeborg Winderen (1889-1948) is de moeder van filmmaker Albert W. Owesen. In 1902 huwde Berit componist Halfdan Cleve, met wie ze daarna weleens optrad. Uit dat huwelijk gingen ook Sissy Cleve (zangeres), Signy Cleve (piano), Dagny Cleve (viool) en Astri Cleve (viool) de muziek in.

## Muziek
Berit kreeg lessen van Ida Lie (zus van Erika Nissen), Oskar Raif in Berlijn en Teresa Carreno (1853-1917) van Zuid-Amerikaanse komaf en vaste bezoeker van Scandinavië.
Enkele concerten:
- oktober 1902: debuut, samen met haar zuster Signe Winderen
- 12 maart 1910: Concert in Oslo met Ellen Gulbranson, Halfdan Cleve met het orkest van het Nationaltheatret onder leiding van Johan Halvorsen.
- 11 november 1915: Ze was hoofdartieste in een concert in de concertzaal van Brødrene Hals, ze speelde kamermuziek gecomponeerd door haar man, daarbij waren ook aanwezig Signe Westvang en Ernst Solberg en Otto Buschmann
- 3 april 1919: Concert met het strijkkwartet rondom Johan Halvorsen, waar ze samen met Halvorsen de vioolsonate in e mineur van haar man voor het eerst uitvoerde
- 20 december 1920: Concert in de aula van de Universiteit van Oslo met het Oslo Filharmoniske Orkester onder leiding van Georg Schnéevoigt; ze voerde toen het tweede pianoconcert van haar man uit.